# Kongregace svatého Kříže

Znak kongregace

Kongregace svatého Kříže (francouzsky Congrégation de Sainte-Croix, latinsky Congregatio a Sancta Cruce, zkratka CSC) je římskokatolická kongregace. Jejím hlavním heslem je Ave crux spes unica. Zakladatelem byl Francouz Basile-Antoine Marie Moreau. Došlo k tomu roku 1837 ve Francii. Posláním kongregace bylo stanoveno pečovat o chudé a evangelizovat venkov. Ve světě je známá například katolická Univerzita Notre Dame v USA ve státě Indiana, založená a spravovaná právě tímto řádem.

## Seznam generálních představených

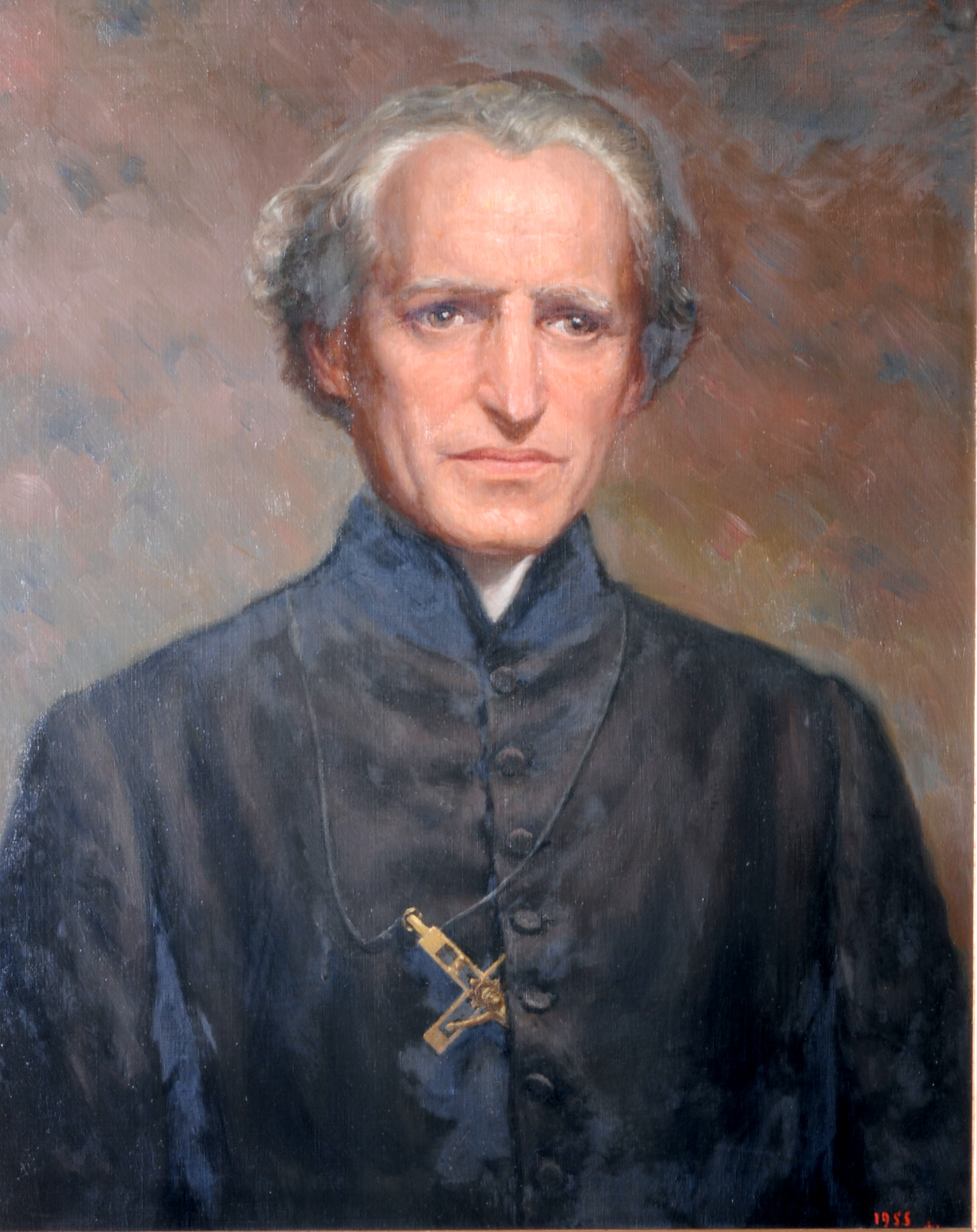
Bl. Basile-Antoine Marie Moreau

- Basil Antoine Moreau (1837–1866)
- Pierre Dufal (1866–1868)
- Edward Sorin (1868–1893)
- Bl. Basile-Antoine Marie MoreauGilbert Français (1893–1926?)
- James Wesley Donahue (1926–1938)
- Albert Cousineau (1938–1950)
- Christopher O'Toole (1950–1962)
- Germain Marie Lalande (1962–1974)
- Tom Barrosse (1974–1986)
- Claude Grou (1986–1998)
- Hugh Cleary (1998–2010)
- Richard Warner (2010–2016)
- Robert Epping (od 2016)